# 小山田有誠
小山田 有誠（おやまだ ありまさ）は、戦国時代の武将。甲斐武田氏家臣。

## 経歴・人物
甲斐都留郡倉見境領主。父弾正が天文4年8月22日（1535年9月19日）の国中・郡内合戦で戦死すると、家督を継ぐ。都留郡谷村城主の小山田信茂の援護役をつとめた。弘治2年（1556年）下吉田衆100余人が小林房実に対し訴訟を起こした際、有誠は房実に頼まれ訴訟の回避を試みるも失敗に終わる。永禄12年（1569年）に武田信玄の遠江・三河侵攻により深沢城が開城すると、有誠は深沢城の定番に任命された。天正10年（1582年）3月の甲州征伐で武田家が滅ぶと、有誠は子の茂誠と共に北条氏直に仕えた。同年秋に氏直の叔父である氏忠の命で武蔵鉢形城に移る。